# Олимпийский комитет Мьянмы
Олимпийский комитет Мьянмы — организация, представляющая Мьянму в международном олимпийском движении. Основан и зарегистрирован в МОК в 1947 году.
До 1989 года Мьянма носила название Бирма, поэтому и ОКМ носил название — Олимпийский комитет Бирмы.
Штаб-квартира расположена в Янгоне. Является членом Международного олимпийского комитета, Олимпийского совета Азии и других международных спортивных организаций. Осуществляет деятельность по развитию спорта в Мьянме.